# Am Dickholz
Am Dickholz ist mit 0,62 Hektar das kleinste Naturschutzgebiet der Bergischen Heideterrasse und liegt mitten im Siedlungsbereich des Stadtteils Hand von Bergisch Gladbach im Rheinisch-Bergischen Kreis in Nordrhein-Westfalen. Es ist als schutzwürdig eingestuft und seit 2003 als Naturschutzgebiet ausgewiesen.

## Geschichte
Das Gelände war Teil der alten Paffrather Allmende, die bis ins 18. Jahrhundert aus den fünf Gewannen oberste Gemeinde, unterste Gemeinde, dem Dickholz, der Krabben und dem Fronnenbroich bestand. Diese Wälder dienten früher in erster Linie bestimmten Gemeindemitgliedern zur Gewinnung von Brenn- und Bauholz.

## Beschreibung
Trotz seiner geringen Größe und der Isolierung inmitten einer Wohnbebauung hat das Gebiet hinsichtlich des Naturschutzes eine herausragende Bedeutung. Es umfasst unter anderem einen in der Region extrem selten zu findenden alten und sehr artenreichen Kalkbuchenwald mit mehreren Orchideenarten und anderen seltenen und spezialisierten Pflanzenarten.
Als besonders schutzwürdig gelten im Einzelnen das ehemalige Steinbruchsgebiet mit seinen unterschiedlichen Bodenverhältnissen, das Waldgebiet mit seinen überwiegend standortgerechten Laubmischwaldbeständen als wichtiges Element des Biotopverbundes und Trittsteinbiotop innerhalb des besiedelten Gebietes, insbesondere die alten Kalkbuchenwald-Bestände der Paffrather Kalkmulde sowie die Orchideenstandorte (Weißes Waldvöglein und Breitblättrige Stendelwurz).

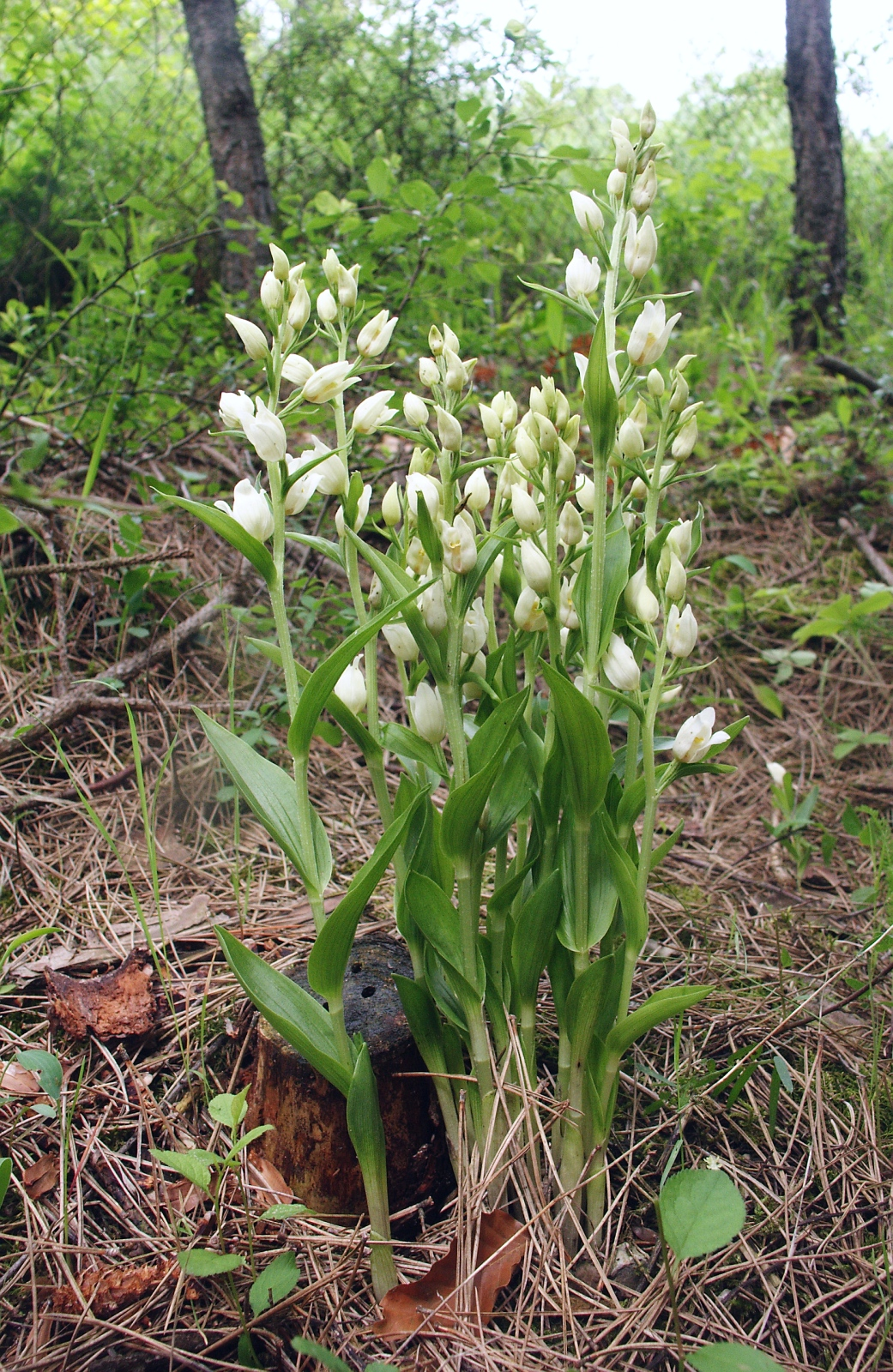
Weißes Waldvöglein
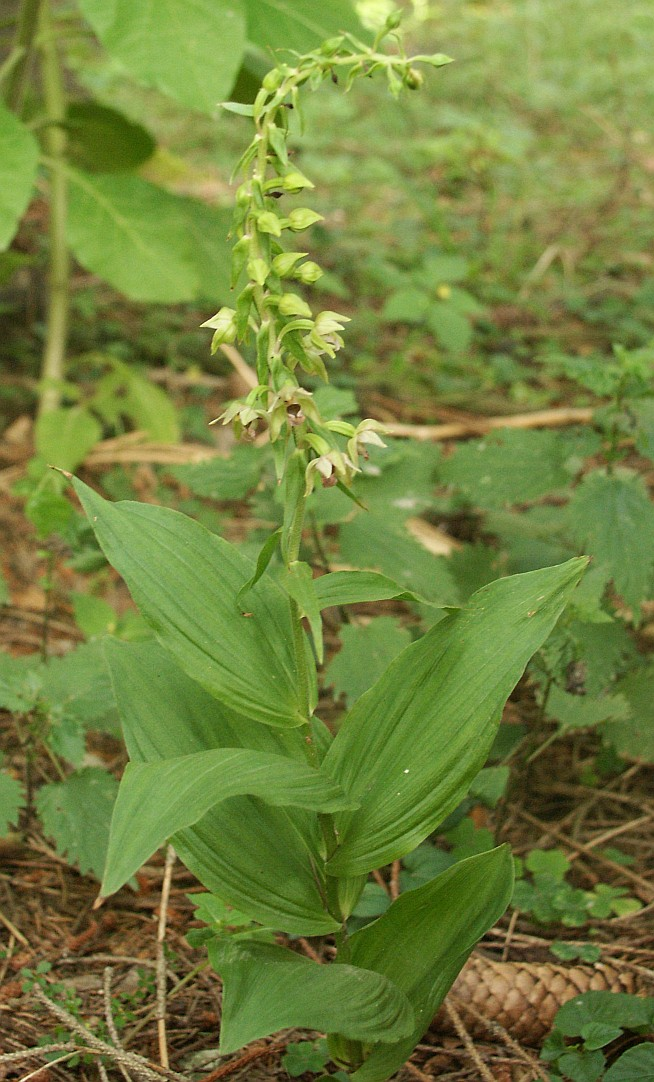
Breitblättrige Stendelwurz